# Leuchtturm am Kap Tenaro
Der Leuchtturm am Kap Tenaro (griechisch Φάρος που βρίσκεται στο Ακρωτήριο Ταίναρο auch Akra Tainaron) steht auf der Landzungenspitze der Mani, dem Mittelfinger der griechischen Peloponnes am Kap Tenaro (auch: Kap Tainaro oder Kap Matapan) zwischen dem Lakonischen und dem Messenischen Golf. Er markiert die Scheide zwischen der Ägäis und dem Ionischen Meer und ist der am weitesten südlich gelegene Leuchtturm auf dem europäischen Festland.

## Geschichte
Der einen zweistöckigen Metallkäfig tragende, 16 Meter Hohe Turm wurde 1882/83 von den Franzosen gebaut. Die gegen Nordwind geschützte Lage erlaubte eine kostengünstige Ausführung mit quadratischem statt rundem Grundriss. Als Leuchtfeuer ging er 1887 mit einem Petroleum-betriebenen rotierenden Diopter von Sautter-Lemonnier aus Paris in Dienst. Das weiße Dauerlicht mit roten Blitzen hatte zunächst eine Reichweite von 12 Seemeilen, also etwa 22 Kilometern.
Der Leuchtturm wurde mehrfach modernisiert. Während der Besatzung Griechenlands im Zweiten Weltkrieg wurde er stillgelegt und 1947 zunächst provisorisch mit Acetylenbrennern wieder in Betrieb genommen. 1950 erfolgte die Elektrifizierung, und ab dann der Einsatz von drei Leuchtturmwärtern, 1982/84 schließlich die Umstellung auf automatisieren Solarbetrieb. Seine Reichweite beträgt nun 22 Seemeilen, also gut 40 Kilometer. Die letzte Sanierung erfolgte 2008 aus Mitteln der Aikaterini-Laskaridis-Stiftung.